# ماغنوس هنريكسون
ماغنوس هنريكسون (بالسويدية: Magnus Henriksson) أو ماغنوس الثاني (بالسويدية: Magnus II) كان لورداً دنماركياً وملك السويد بين 1160 و 1161.

## خلفية تاريخية

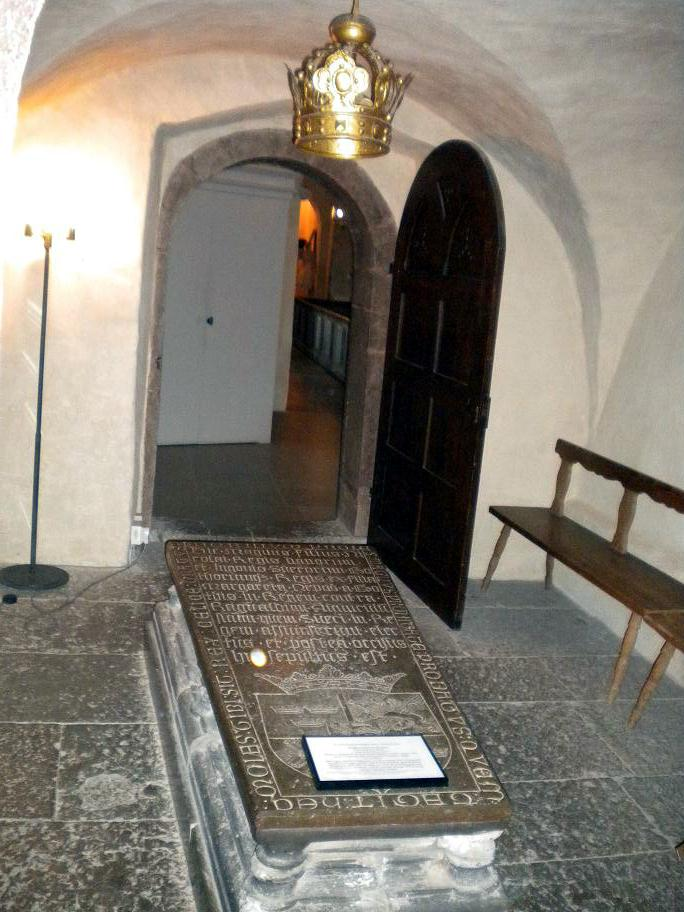
هذا الضريح التاريخي يرجع إلى القرن السادسة عشر الميلادي يقع في دير فيرتا، يُعتقد أنه للملك ماغنوس الثاني (وليس لماغنوس الأول كما يُبين الحجر)، بالرغم من أن قبره الحقيقي على الأرجح في مكان آخر ضمن أحد أروقة الدير، الآن في حالة خراب.

أم ماغنوس هي إنغريد راغنفالدسدوتر، حفيدة الملك إنغه الأكبر.والده هو اللورد الدنماركي هنريك سكالدلور، ابن غير شرعي للملك الدنماركي سوين إستريدسون. بعد وفاة هنريك، تزوجت إنغريد ثلاث مرات، تزوجت هارالد غيله (Harald Gille) النرويجي، ثم أوتار بيرتينغ (Ottar Birting)، وأخيراً آرنه (Arne) من ستورهايم. ونتيجةً لذلك، أصبح لدى ماغنوس روابط ملكية مع الأسر الملكية في الممالك الشمالية الثلاث. كان ماغنوس متزوجاً من بريدجيت ابنة زوج أمه هارالد غيله التي قد تزوجت سابقاً كارل سونسون اليارل (القائد) الأقوى في فستريوتلاند. ذُكر ماغنوس أول مرة في سنة 1148 عندما شهد على وثيقةٍ أصدرها الملك سوين الثالث الدنماركي.

## الحكم
كان ماغنوس يُطالب بعرش السويد الذي تنافس عليه الكثيرون. في سنة 1156 زعم أنه رشا أحد خدم الملك سفيركر الأول الموثوقين ليغتاله. حسب مصدرٍ أسطوري، بعد سنوات قليلة، تحالف مع زعيمٍ معين في الدولة، على الأرجح كارل بن سفيركر. ثم نصب كميناً لإيريك التاسع (لاحقاً أصبح يُعرف بإريك القديس) عندما غادر الكنيسة في أوسترا أروس (Östra Aros) بالقرب من أوبسالا في 18 أيار 1160. بعد هذا العمل حكم ماغنوس باعتباره الملك على معظم أرجاء السويد؛ لكن كما يبدو أن أوستريوتلاند لم تكن تحت سلطته، حيث كانت تُحكم من قبل كارل سفيركسون منذ حوالي 1158. إن ماغنوس مذكورٌ في واقعةٍ إخبارية قصير في القانون القوطي الغربي، مما يعني ضمنياً أنه كان معترفاً به فستريوتلاند. عيّن ماغنوس أخاه راغنفالد يارلاً (قائداً) وأمّنَ ملجأً لإخيه غير الشقيق أورم عندما قُتل أخوهما إنغه الأحدب في النرويج. غير ذلك لا يُعرف الكثير عن حكمه، سوى أنه تبرع بأرضٍ لدير فيرتا.
حكم ماغنوس فقط سنةً واحدة. وفقاً للمؤرخ إريكوس أولاي (Ericus Olai) الذي عاش في القرن الخامسة عشر، أن بعض خدم إريك القديس نجوا من الهجوم في أوسترا أروس وهربوا إلى الشمال، إلى هالسنغلاند، حيث أنهم انتشروا ضد الملك الغاصب. لم يكن الفلاحون السويديون راضيين عن اغتيال الملك وسريعاً ما أدى ذلك إلى انتفاضةٍ ضد ماغنوس. من ناحيةٍ أخرى، كتب ساكسو غراماتيكوس المعاصر تقريباً لذلك الحدث «أنه (ماغنوس) سقط في معركةٍ ضد كارل بن سفيركر، الذي حاول أيضاً حرمانه من عرشه، بعد أن حرمه أولاً من والده». اعتبرَ ساكسو الموتَ العنيف لماغنوس انتقاماً إلهياً لاغتياله المشين لسفيركر. وفقاً لمصادر سويدية، جرت المعركة في أوربرو سنة 1161. بعد سقوط ماغنوس، حكم كارل سفيركرسون باسم كارل السابع السويدي. خدمَ شقيقاه كنوت (Knut) وبوريس (Buris) كقائدين في بلاط فلاديمير الأول الدنماركي. كان أخوه غير الشقيق نيكولاس آرنسون (Nicholas Arnesson) مطران أوسلو، وخصمَ سفيره سيغوردسون (Sverre Sigurdsson) صهر إريك السابع. تزوجت الملكة بريدجيت لاحقاً القائد القويّ بيرغر بروسا (Birger Brosa) (توفي في 1202) وأصبحت خليفةً لفرعٍ من بيت بيالبو، وجدة يوهان سفيركرسون (Johan Sverkersson).

## مواد مطبوعة
- Gillingstam, Hans, "Magnus Henriksson", Svenskt biografiskt lexikon, https://sok.riksarkivet.se/Sbl/Presentation.aspx?id=10155
- Saxo Grammaticus, Danmarks krønike. København: Asschenfeldt's, 1985 ((ردمك 87-414-4524-4)).
- Tunberg, Sven, Sveriges historia till våra dagar. Andra delen: Äldre medeltiden. Stockholm: P.A. Norstedt & Söners Förlag, 1926.
- Yngre Västgötalagen, http://project2.sol.lu.se/fornsvenska/